# Bunne
Bunne (53° 07′ N, 6° 32′ L) é uma cidade dos Países Baixos, na província de Drente. Bunne pertence ao município de Tynaarlo, e está situada a 11 km, a sul de Groningen.
A área de Bunne, que também inclui as partes periféricas da cidade, bem como a zona rural circundante, tem uma população estimada em 220 habitantes.